# Jan Hernych
Jan Hernych (Prága, 1979. július 7. –) cseh hivatásos teniszező. Eddigi karrierje során 1 ATP-döntőt játszott: a 2006-os Ordina Open fináléjában kikapott Mario Ančićtól. Párosban 1 ATP tornagyőzelme van. Grand Slam tornán legnagyobb sikerét 2011-ben aratta, amikor is 32 évesen a selejtezőből indulva bejutott az Australian Open 3. fordulójába, ahol a 4. kiemelt Robin Söderlingtől szenvedett vereséget.

## ATP-döntői

### Egyéni

#### Elvesztett döntői (1)
|   | Dátum            | Torna                         | Bprítás | Ellenfél a döntőben | Eredmény a döntőben |
| 1 | 2006. június 24. | Ordina Open, 's-Hertogenbosch | Fű      | Mario Ančić         | 0-6, 7-5, 5-7       |

### Páros

#### Győzelmei (1)
|   | Dátum           | Torna             | Borítás | Partner   | Ellenfelek a döntőben       | Eredmény a döntőben |
| 1 | 2009. május 10. | BMW Open, München | Salak   | Ivo Minář | Ashley Fisher / Jordan Kerr | 6-4, 6-4            |

## Külső hivatkozások
- Jan Hernych profilja az ATP oldalán (angolul)